# 32 Leonis Minoris
32 Leonis Minoris är en vit stjärna i huvudserien i Lilla lejonets stjärnbild.
32 Leonis Minoris har visuell magnitud +5,78 och är synlig för blotta ögat vid god seeing. Den befinner sig på ett avstånd av ungefär 755 ljusår.